# Renchinlkhümbe, Khövsgöl
Renchinlkhümbe (tiếng Mông Cổ: Рэнчинлхүмбэ) là một sum của tỉnh Khövsgöl ở miền bắc Mông Cổ. Vào năm 2009, dân số của sum là 4.740 người.

## Tên gọi
Renchinlkhümbe được đặt tên theo Jambyn Lkhümbe, thành viên của Đoàn chủ tịch (hoặc Bộ chính trị) của Ủy ban Trung ương Đảng Nhân dân Cách mạng Mông Cổ (MPRP) từ 1930 đến 1933 và giữ chức Bí thư thứ nhất của Ủy ban Trung ương MPRP từ ngày 30 tháng 7 năm 1932 đến ngày 30 tháng 6 năm 1933.

## Lịch sử
Sum Renchinlkhümbe được thành lập, cùng với toàn tỉnh Khövsgöl, vào năm 1931. Vào năm 1933, nó có khoảng 1.800 cư dân trong 544 hộ gia đình, và khoảng 32.000 đầu gia súc. Negdel địa phương Altan Tal (Thảo Nguyên Vàng) được thành lập vào năm 1956. Tu viện Zöölöngiin Khüree (khoảng từ năm 1750) đã nằm ở khu vực ngày nay là gần trung tâm sum từ năm 1771.

## Địa lý
Khu vực này có diện tích khoảng 8.850 km vuông, 2.910 km vuông trong đó là đồng cỏ và 35% là rừng. Trung tâm sum, Zöölön (tiếng Mông Cổ: Зөөлөн) nằm cách tỉnh lị Mörön 265 km về phía bắc và cách thủ đô Ulaanbaatar 998 km. Sum nằm ở bờ phía tây của hồ Khövsgöl.

### Khí hậu
Renchinlkhümbe có khí hậu cận Bắc Cực (Phân loại khí hậu Köppen Dwc) với mùa hè mát mẻ và mùa đông lạnh buốt. Nhiệt độ trung bình thấp vào tháng 1 là −3,0 °C và những nhiệt độ thấp như −50 °C đã được ghi nhận. Phần lớn mưa rơi vào mùa hè, với một lượng tuyết vào các tháng liền kề của tháng Năm và tháng Chín. Mùa đông rất khô. Với nhiệt độ trung bình −7,8 °C, Renchinlkhümbe nằm trong vùng băng vĩnh cửu liên tục.
| Dữ liệu khí hậu của Renchinlkhümbe       | Dữ liệu khí hậu của Renchinlkhümbe | Dữ liệu khí hậu của Renchinlkhümbe | Dữ liệu khí hậu của Renchinlkhümbe | Dữ liệu khí hậu của Renchinlkhümbe | Dữ liệu khí hậu của Renchinlkhümbe | Dữ liệu khí hậu của Renchinlkhümbe | Dữ liệu khí hậu của Renchinlkhümbe | Dữ liệu khí hậu của Renchinlkhümbe | Dữ liệu khí hậu của Renchinlkhümbe | Dữ liệu khí hậu của Renchinlkhümbe | Dữ liệu khí hậu của Renchinlkhümbe | Dữ liệu khí hậu của Renchinlkhümbe | Dữ liệu khí hậu của Renchinlkhümbe |
| Tháng                                    | 1                                  | 2                                  | 3                                  | 4                                  | 5                                  | 6                                  | 7                                  | 8                                  | 9                                  | 10                                 | 11                                 | 12                                 | Năm                                |
| ---------------------------------------- | ---------------------------------- | ---------------------------------- | ---------------------------------- | ---------------------------------- | ---------------------------------- | ---------------------------------- | ---------------------------------- | ---------------------------------- | ---------------------------------- | ---------------------------------- | ---------------------------------- | ---------------------------------- | ---------------------------------- |
| Cao kỉ lục °C (°F)                       | −6.8 (19.8)                        | 1.9 (35.4)                         | 13.5 (56.3)                        | 19.1 (66.4)                        | 26.9 (80.4)                        | 29.3 (84.7)                        | 29.3 (84.7)                        | 30.8 (87.4)                        | 24.8 (76.6)                        | 21.6 (70.9)                        | 9.7 (49.5)                         | 2.2 (36.0)                         | 30.8 (87.4)                        |
| Trung bình ngày tối đa °C (°F)           | −27.7 (−17.9)                      | −21.0 (−5.8)                       | −8.8 (16.2)                        | 3.4 (38.1)                         | 12.9 (55.2)                        | 18.6 (65.5)                        | 19.6 (67.3)                        | 18.1 (64.6)                        | 12.7 (54.9)                        | 2.2 (36.0)                         | −14.0 (6.8)                        | −24.6 (−12.3)                      | −0.7 (30.7)                        |
| Trung bình ngày °C (°F)                  | −32.4 (−26.3)                      | −27.6 (−17.7)                      | −16.9 (1.6)                        | −4.0 (24.8)                        | 4.9 (40.8)                         | 11.0 (51.8)                        | 12.6 (54.7)                        | 10.6 (51.1)                        | 4.6 (40.3)                         | −6.0 (21.2)                        | −20.4 (−4.7)                       | −29.9 (−21.8)                      | −7.8 (18.0)                        |
| Tối thiểu trung bình ngày °C (°F)        | −37.0 (−34.6)                      | −34.0 (−29.2)                      | −25.1 (−13.2)                      | −11.2 (11.8)                       | −2.9 (26.8)                        | 3.0 (37.4)                         | 5.8 (42.4)                         | 3.5 (38.3)                         | −2.6 (27.3)                        | −11.5 (11.3)                       | −26.2 (−15.2)                      | −34.1 (−29.4)                      | −14.4 (6.1)                        |
| Thấp kỉ lục °C (°F)                      | −50.1 (−58.2)                      | −48.1 (−54.6)                      | −41.2 (−42.2)                      | −35.5 (−31.9)                      | −17.5 (0.5)                        | −6.7 (19.9)                        | −2.5 (27.5)                        | −7.8 (18.0)                        | −13.8 (7.2)                        | −35.6 (−32.1)                      | −43.1 (−45.6)                      | −48.1 (−54.6)                      | −50.1 (−58.2)                      |
| Lượng Giáng thủy trung bình mm (inches)  | 2.5 (0.10)                         | 1.5 (0.06)                         | 2.8 (0.11)                         | 6.8 (0.27)                         | 19.0 (0.75)                        | 48.2 (1.90)                        | 78.5 (3.09)                        | 58.2 (2.29)                        | 30.1 (1.19)                        | 8.0 (0.31)                         | 5.5 (0.22)                         | 2.0 (0.08)                         | 263.1 (10.37)                      |
| Số ngày giáng thủy trung bình (≥ 1.0 mm) | 0.8                                | 0.3                                | 1.1                                | 2.0                                | 4.3                                | 7.5                                | 10.5                               | 7.8                                | 5.1                                | 2.3                                | 1.9                                | 0.8                                | 44.4                               |
| Số giờ nắng trung bình tháng             | 208.8                              | 199.3                              | 221.2                              | 235.2                              | 296.2                              | 310.2                              | 317.9                              | 324.5                              | 305.4                              | 290.2                              | 245.6                              | 215.2                              | 3.169,7                            |
| Nguồn: NOAA (1973-1990)                  |                                    |                                    |                                    |                                    |                                    |                                    |                                    |                                    |                                    |                                    |                                    |                                    |                                    |

## Kinh tế
Năm 2004, sum có khoảng 95.000 đầu gia súc, trong đó có 34.000 con cừu, 30.000 con dê, 21.000 bò nhà và bò yak, 9.200 con ngựa và 170 con lạc đà.

## Tôn giáo
Những người Darkhad bản địa được biết đến vì họ theo Shaman giáo.

## Giáo dục
Erdeniin Bat-Üül từng là một giáo viên ở Renchinlkhümbe trong một vài năm.